# Taraxacum exsertum
Taraxacum exsertum — вид квіткових рослин з родини айстрових (Asteraceae). Вид зростає в Європі: Нідерланди, Німеччина, Польща; інтродукований до Великої Британії та Ірландії; це багаторічна рослина помірних біомів.

## Середовище
Населяє пустирі, сади, узбіччя тощо.

## Морфологічна характеристика
Кульбаба середнього розміру з вузьколанцетними висхідними досить млявими світло-зеленими майже голими листками. Черешки листя вузькокрилі, зовнішніх листків — білі, внутрішніх — яскраво-рожеві. Бічних часток листка 4–5, відігнутих, дистальні цілокраї, різко загострені. Кінцева частка листка цільна, звужена, дистальна частина дуже загострена і дещо подовжена. Стеблини волохаті. Зовнішні приквітки сильно відігнуті, зверху світло-зелені, а з віком іноді стають розмито пурпуровими, чітко облямовані, досить вузькі. Язичкові смуги сіро-пурпурові, біля верхівки стають темнішими.